# Milbenkäse
Il formaggio Milbenkäse è una particolare specialità casearia tedesca, tipica del Land Sassonia-Anhalt e della parte orientale della Turingia.
Particolarità del formaggio è la presenza di acari all'interno del prodotto, acari che vengono mangiati insieme al formaggio al momento del consumo. La parola Milbenkäse significa "formaggio agli acari".
Per la preparazione alcune forme fresche di formaggio, dopo essere state condite con diverse spezie, vengono poste in un contenitore dove sono presenti diversi milioni di acari del formaggio (Tyroglyphus casei). Le forme vengono lasciate riposare per dodici mesi. Di solito si aggiunge della segale per la nutrizione degli acari. Questo impedisce tra l'altro che gli animali consumino eccessivamente il formaggio. La saliva dell'acaro è alla base del processo di fermentazione.

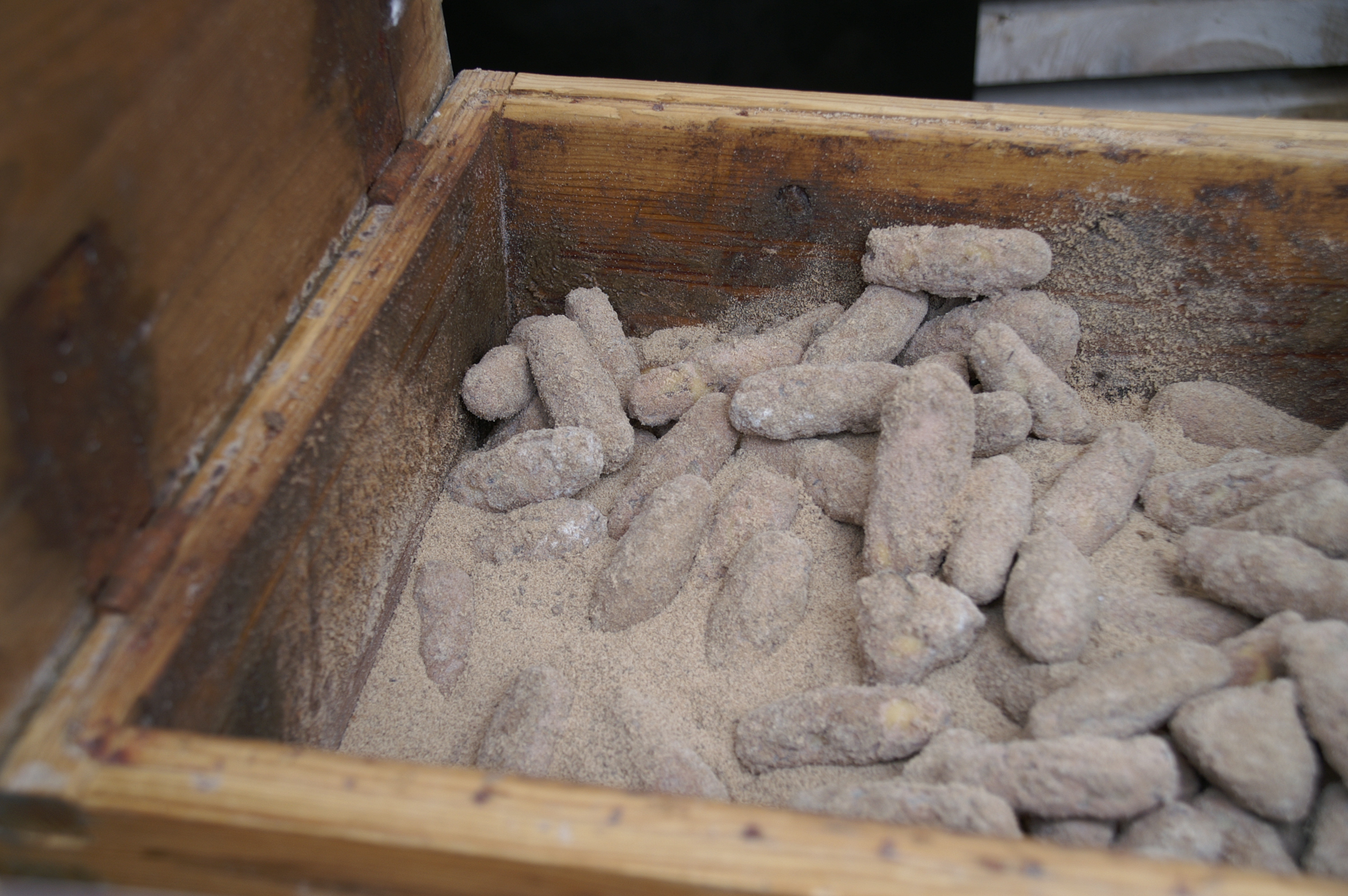
Cassa di formaggi milbenkäse

Dopo alcune settimane la parte esterna del formaggio assume un colorito giallastro e dopo alcuni mesi diventa rossastra o marrone.